# Squier Jagmaster
Squier Jagmaster je električna gitara koju je Fender prodavao pod Squier brand, čiji se model temelji na klasičnim modelima Fender Jazzmaster i Fender Jaguar gitarama. Uz nekoliko značajnih razlika, uključujući i mnogo elektronike, jednostavnije dizajnirane Duncan dvostruke elektromagnete, standardni Stratocasterov dizajn mosta s tremolo ručicom model zadovoljava i zahtjevnije ukuse suvremenih gitarista.

## Povijest
Prvi Jagmaster model proizveo se 1996. godine u Squier pogonu, u Japanu. Gitara je dizajnirana tako da ima nešto kraću, 610 mm skalu, s 22 praga na hvataljci vrata. Model je na tržištu bio dostupan kao predstavnik Vista serije.

U svom izvornom obliku s vratnom šipkom koja se štimala pri tijelu gitare proizvodio se samo dvije godine, od 1996. – 1998. godine. Kasniji, japanski modeli, priklanjaju se Fenderovu stilu iz '70-ih na kojima je vratna šipka kao zaobljeni nastavak u obliku ("zrna metka"  Arhivirana inačica izvorne stranice od 18. ožujka 2012. (Wayback Machine)), i štima se odmah iza kobilice pri izlazu na glavi gitare.
Izvornim modelima vrat je izrađen od javora, hvataljka vrata od palisandera, a tijelo od lipe. Model je u to vrijeme bio dostupan po cijeni od 699,99 $, ali kada je prodaja na japanskom tržištu opala, Fender je proizvodne pogone u kojima se Jagmaster gitara proizvodila zatvorio.

Fender je 2002. godine ponovno pokrenuo proizvodnju modela Jagmaster, ali ovaj puta u Kini. Za razliku od japanskog modela imao je nešto dužu 648 mm skalu, s 21 poljem na hvataljci vrata. Proizvodnja je trajala do 2005. godine, kada je model Jagmaster zamijenjen s naprednijim, i estetski sadržajnijim, Squier Jagmaster II modelom. Ovaj model je opet imao nešto kraću skalu s 22 polja na hvataljci vrata. Glazbenicima je bio dostupan samo u dvije boje: crnoj i u trobojnom sunburstu. Model iz 2002. godine u silver sparkle boji više nije bio dostupan.

Zatim, 2007. godine opet zapažamo promjene i povratak na dizajn modela s dužinom skale od 610 mm, i 21 poljem na hvataljci vrata.

## Vanjske poveznice
- Squier - službena internet stranica  Arhivirana inačica izvorne stranice od 26. travnja 2012. (Wayback Machine)